# Otto von der Heyden-Rynsch
Otto Freiherr von der Heyden-Rynsch (* 29. Juni 1827 in Unna; † 17. Dezember 1912 in Dortmund) war ein deutscher Verwaltungsjurist und preußischer Beamter.

## Leben
Otto von der Heyden-Rynsch war ein Sohn des Rittergutsbesitzers und Kreisgerichtsrats Bernhard Freiherr von der Heyden-Rynsch in Dortmund und seiner Gemahlin Wilhelmina Rumpf. Er studierte Rechtswissenschaften an der Ruprecht-Karls-Universität Heidelberg. 1847 wurde er Mitglied des Corps Vandalia Heidelberg. Nach dem Studium trat er am 1. April 1849 als Einjährig-Freiwilliger in das 2. Garde-Regiment zu Fuß ein. Als Seconde-Leutnant versah er seinen Dienst im 1. Bataillon des 16. Landwehr-Infanterie-Regiments. Nach dem Militärdienst trat er in den preußischen Staatsdienst ein und bestand im Mai 1850 die Prüfung zum Auskultator beim Appellationsgericht Hamm. Hier wurde er im Januar 1852 Gerichtsreferendar und 1854 Gerichtsassessor. Er war bei verschiedenen Gerichten tätig. Am 14. Januar 1860 wurde er beim Landratsamt Dortmund eingestellt und hier am 14. März 1860 mit 28 von 29 Stimmen zum Landratskandidaten gewählt. Die endgültige Ernennung zum Landrat des Landkreises Dortmund fiel auf den 21. Mai 1860. Am 13. Mai 1899 wurde Otto auf eigenen Wunsch aus dem Staatsdienst entlassen. Vom Regierungspräsidenten Arnsberg wiederholt zur Beförderung vorgeschlagen, hatte er immer wieder aus gesundheitlichen Gründen abgelehnt. Otto von der Heyden-Rynsch hatte am 22. Oktober 1859 in Dortmund Paula Bielefeldt, Tochter des Dortmunder Beigeordneten Theodor Bielefeldt und seiner Frau Johanna Elisabeth Mallinckroth geheiratet. Bis zu seinem Tod lebte er in Dortmund. Er war heimatgeschichtlich im Verein für Orts- und Heimatskunde in der Graffschaft Mark organisiert.
Er war der Onkel von Kurt von der Heyden-Rynsch, ebenfalls Landrat des Landkreises Dortmund. Er war Neffe von Friedrich von der Heyden-Rynsch.

## Auszeichnungen
- Ernennung zum Geheimen Regierungsrat[1]
- Roter Adlerorden II. Klasse
- Kronenorden II. Klasse
- Johanniterorden Ehrenritter
- 1885: Verleihung der Ehrenbürgerwürde der Stadt Dortmund